# آی‌ئی‌سی ۶۰۰۲۷
 آی‌ئی‌سی ۶۰۰۲۷ (و یا به طور معمول آی‌ئی‌سی ۲۷) استاندارد کمیسیون الکتروتکنیکی بین‌المللی برای نشانه‌های حروفی که در فناوری الکترونیک استفاده می‌شوند است. این استاندارد شامل بخش‌های زیر می‌شود:
- آی‌ئی‌سی ۶۰۰۲۷-۱: کلی
- آی‌ئی‌سی ۶۰۰۲۷-۲: مخابرات و الکترونیک
- آی‌ئی‌سی ۶۰۰۲۷-۳: لگاریتم و کمیت‌های وابسته و یکاهای آن‌ها
- آی‌ئی‌سی ۶۰۰۲۷-۴: نشانه برای کمیت‌هایی که در ماشین‌های الکتریمی چرخشی استفاده می‌شوند
- آی‌ئی‌سی ۶۰۰۲۷-۵: فناوری کنترل
- آی‌ئی‌سی ۶۰۰۲۷-۶: کمیت‌های فیزیولوژیک و یکاها

یک استاندارد جهانی دیگر دربارۀ کمیت‌ها و یکاها که بشدت نزدیک به آی‌ئی‌سی ۶۰۰۲۷ است، ایزو ۳۱ می‌باشد. استانداردهای ایزو ۳۱ و آی‌ئی‌سی ۶۰۰۲۷ توسط هر دو سازمان در حال بررسی و دوباره‌نویسی مشترک هستند. استاندارد تجدید نظر شده و هماهنگ با نام ایزو/آی‌ئی‌سی ۸۰۰۰۰ شناخته می‌شود.